# Сорока Юрій Володимирович
Юрій Володимирович Сорока (нар. 7 лютого 1973, Хмельницький) — український письменник. Член НСПУ з 2016 року.

## Життєпис
Сорока Юрій Володимирович народився  7 лютого 1973 року у Хмельницькому.  До 1998 р. працював у ОРМШР «Беркут» УМВС Хмельницької області.
З 2019 року проходить службу за контрактом у складі 80 ОДШБр ЗСУ.

## Творчість
Автор понад 20 книг, серед яких: історичні романи «Хотин» (2007, 2011), «Іван Богун» (2010), детективний роман «Арахнофобія» (2010), історично-пригодницький роман «Іменем сонця. Куля для вовкулаки» (2019), науково-фантастичний роман «Легіон Хронос» (2017), науково-популярні твори: «Походи Богдана Хмельницького» (2011), «Чорна Рада» (2012), «Безгетьмання та останній гетьман України» (2012), «Битва при Синіх водах» (2010), «Бій під Крутами» (2011), «Куля для вовкулаки» (2018).

## Нагороди
- лауреат ІІІ премії літературного конкурсу «Коронація слова» (2009) за роман «Іван Богун»
- дипломант «Коронації слова» (2010) за роман «Арахнофобія».
- лауреат Хмельницької міської премії ім. Б. Хмельницького за роман «Куля для вовкулаки».

За роман «Крос у небуття - 2020» отримав відзнаку від Андрія Кокотюхи «Золотий Пістоль».